# David Vunagi
David Vunagi (ur. 5 września 1950 w Samasodu na wyspie Santa Isabel, zm. 7 marca 2025 w Okea na wyspie Guadalcanal) – salomoński polityk, duchowny anglikański. W latach 2009–2015 arcybiskup Melanezji. Od 7 lipca 2019 pełnił funkcję gubernatora generalnego Wysp Salomona. Swoją kadencję zakończył 7 lipca 2024.